# Collaborazione ucraina con la Germania nazista
La collaborazione ucraina con la Germania nazista ebbe luogo durante l'occupazione della Polonia e della RSS Ucraina da parte della Germania nazista durante la seconda guerra mondiale.
Nel settembre 1941 il territorio dell'Ucraina sovietica occupato dai tedeschi fu diviso tra due nuove unità amministrative tedesche, il distretto della Galizia del Governatorato Generale e il Reichskommissariat Ukraine. Gli ucraini che scelsero di resistere e combattere le forze di occupazione tedesche si unirono all'Armata Rossa o alle unità partigiane irregolari, anche se la popolazione ucraina aveva "poca o nessuna lealtà nei confronti dell'Unione Sovietica", la cui Armata Rossa aveva conquistato l'Ucraina durante la guerra civile che aveva seguito la rivoluzione . I nazionalisti nell'Ucraina occidentale furono tra i più entusiasti collaboratori nazisti e sperarono che i loro sforzi avrebbero consentito di ristabilire uno stato indipendente.
Gli ucraini che collaborarono con i nazisti lo fecero in vari modi: tramite la partecipazione nell'amministrazione locale, nella polizia ausiliaria sotto la supervisione tedesca, nella Schutzmannschaft, nell'esercito tedesco e in servizio come guardie dei campi di concentramento. Gli ausiliari della polizia ucraina "erano stati coinvolti nei preparativi per il massacro di Babij Yar".

## Contesto storico
Stalin e Hitler perseguirono la politica delle rivendicazioni territoriali nei confronti della Polonia. L'invasione sovietica della Polonia riunì gli ucraini dell'Ucraina sovietica e gli ucraini dell'allora Polonia orientale (Kresy), sotto l'unica bandiera sovietica. Nei territori della Polonia invasi dalla Germania nazista, la dimensione della minoranza ucraina divenne trascurabile e si raccolse principalmente intorno all'UCC (УЦК), formato a Cracovia.
Meno di due anni dopo, la Germania nazista attaccò l'Unione Sovietica. L'operazione Barbarossa iniziò il 22 giugno 1941 e nel settembre il territorio occupato fu diviso tra due nuovissime unità amministrative tedesche, il Distretto della Galizia del Governatorato Generale e il Reichskommissariat Ukraine che si estendeva fino al Donbas nel 1943.
Gli ucraini che scelsero di resistere e combattere le forze di occupazione tedesche si unirono all'Armata Rossa o agli irregolari, nelle regioni appena annesse dell'Ucraina occidentale non ci furono segnali di lealtà nei confronti dell'Unione Sovietica, la cui Armata Rossa aveva conquistato l'Ucraina durante l'invasione sovietica della Polonia nel settembre 1939.
Reinhard Heydrich notò in un rapporto del 9 luglio 1941 che "una differenza fondamentale tra i territori ex polacchi e russi [sovietici]. Nell'ex regione polacca, il regime sovietico era visto come un governo nemico [...] Quindi le truppe tedesche erano accolte dalla popolazione polacca e della Rutenia bianca [che significa ucraino e bielorusso] per la maggior parte almeno come liberatori o con neutralità amichevole [...] La situazione nelle attuali aree occupate della Rutenia bianca dell'URSS [pre-1939] ha una base completamente diversa". Le azioni dei comandanti tedeschi sul campo indicano anche un'ostilità generale nei confronti dei tedeschi nelle fasi iniziali della guerra, e un ordine dell'8 agosto 1941 vedeva tutti gli uomini di età compresa tra i 18 e i 45 anni radunati per prevenire il sabotaggio.

## Occupazione
Quegli ucraini che hanno collaborato con gli occupanti tedeschi lo hanno fatto in vari modi, inclusa la partecipazione nell'amministrazione locale, nella polizia ausiliaria sotto la supervisione tedesca, nella Schutzmannschaft, nell'esercito tedesco e nel servizio come guardie dei campi di concentramento. I nazionalisti nell'Ucraina occidentale furono tra i più entusiasti e sperarono che i loro sforzi avrebbero consentito loro di ristabilire uno stato indipendente. Ad esempio, alla vigilia dell'operazione Barbarossa, ben 4000 ucraini operanti agli ordini della Wehrmacht, cercarono di causare disagi dietro le linee sovietiche. Dopo la presa di Leopoli, una città altamente contesa e strategicamente importante con una significativa minoranza ucraina, i leader dell'Organizzazione dei Nazionalisti Ucraini (OUN), tra cui Stepan Bandera, proclamarono un nuovo Stato ucraino il 30 giugno 1941 e contemporaneamente incoraggiarono la lealtà al nuovo regime nella speranza che fosse sostenuto dai tedeschi. Già nel 1939, durante la guerra tedesco-polacca, l'OUN fu "un fedele ausiliario tedesco". Contemporaneamente anche Andrij Mel'nyk, di una fazione più moderata dell'OUN, proclamò un proprio governo ucraino, fascista ma non filonazista.
Il professor Ivan Katchanovski scrive che durante la guerra, la leadership dell'OUN B e dell'UPA era fortemente impegnata nella collaborazione nazista: almeno il 23% dei suoi leader in Ucraina erano nella polizia ausiliaria, nel Battaglione Schutzmannschaft 201, così come nelle altre formazioni di polizia, e il 18% prese parte all'addestramento nelle scuole militari e di intelligence in Germania e nella Polonia occupata, l'11% ha servito nei battaglioni Nachtigall e Roland, l'8% nell'amministrazione locale durante l'occupazione nazista e l'1% nella divisione SS-Galizia. Secondo Katchanovski, la percentuale di collaboratori nazisti tra la leadership dell'OUN-B e dell'UPA fu probabilmente superiore a quei numeri poiché spesso mancano i dati della prima occupazione.
Nonostante inizialmente agisse calorosamente all'idea di un'Ucraina indipendente, l'amministrazione nazista aveva altre intenzioni, in particolare il programma Lebensraum e la totale arianizzazione della popolazione: si preferì quindi mettere le nazioni slave l'una contro l'altra. Inizialmente l'OUN sfruttò gli attacchi ai villaggi polacchi per cercare di sterminare le popolazioni locali o espellere le enclavi polacche da ciò che i combattenti dell'OUN percepivano come territorio ucraino. Quando l'aiuto dell'OUN non fu più necessario, i suoi leader furono imprigionati e molti membri furono giustiziati sommariamente. Secondo il professor Katchanovski, gli arresti furono solo temporanei poiché circa il 27% dei dirigenti di OUN B e UPA furono arrestati almeno una volta, furono rilasciati relativamente presto oppure ottennero il permesso di scappare.
Secondo Timothy Snyder, "una cosa che non viene mai detta, perché è scomoda proprio per tutti, è che più comunisti ucraini hanno collaborato con i tedeschi, rispetto ai nazionalisti ucraini". Snyder sottolinea anche che moltissimi di coloro che hanno collaborato con l'occupazione tedesca hanno collaborato anche con le politiche sovietiche negli anni '30.

## L'Olocausto
L'operazione Barbarossa nel 1941 riunì gli ucraini nativi dell'Ucraina sovietica e anche i territori prebellici della Polonia annessi dall'Unione Sovietica. A nord-est, furono sotto il controllo amministrativo tedesco del Reichskommissariat Ukraine mentre a sud-ovest sotto il Governatorato Generale nazista. L'esercito insorto ucraino (UPA) si offrì di assistere la Wehrmacht. In totale, i tedeschi arruolarono 250000 nativi ucraini per il servizio in cinque formazioni separate tra cui i distaccamenti militari nazionalisti (VVN), le Confraternite dei nazionalisti ucraini (DUN), la divisione SS-Galizia, l'Esercito di liberazione ucraino (UVV) e l'Esercito nazionale ucraino (Ukrainische Nationalarmee, UNA). Entro la fine del 1942, nel solo Reichskommissariat Ukraine, le SS impiegarono 238000 ucraini e solo 15000 tedeschi, un rapporto da 1 a 16.

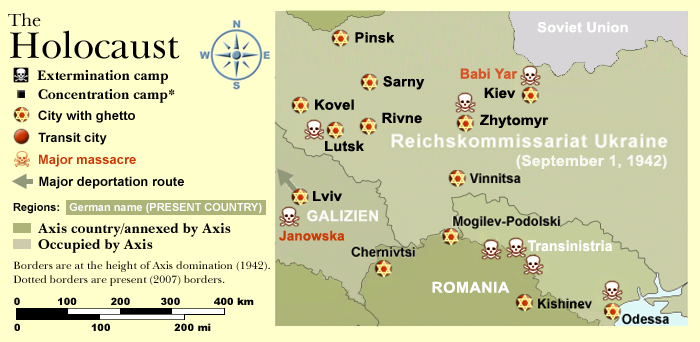
Mappa dell'Olocausto nel Reichskommissariat Ukraine

Le atrocità contro gli ebrei durante l'Olocausto in Ucraina iniziarono pochi giorni dopo l'inizio dell'occupazione nazista. Esistono delle indicazioni per cui la polizia ausiliaria ucraina, costituita il 20 agosto 1941, sia stata utilizzata nella retata degli ebrei per il massacro di Babij Yar, e in altri massacri nelle città e nei paesi dell'odierna Ucraina, come Stepan, Leopoli, Luc'k e Žytomyr. Il 1º settembre 1941, il quotidiano ucraino Volhyn, sponsorizzato dai nazisti, ha scritto: "L'elemento che si è insediato nelle nostre città (ebrei) [...] deve scomparire completamente dalle nostre città. Il problema ebraico è già in via di risoluzione".
Rinforzato dal pregiudizio religioso, l'antisemitismo era diventato violento già nei primi giorni dell'attacco tedesco all'Unione Sovietica. Alcuni ucraini hanno derivato il risentimento nazionalista dalla convinzione che gli ebrei avessero lavorato per i proprietari terrieri polacchi. Anche i massacri dei prigionieri dell'NKVD da parte della polizia segreta sovietica durante la ritirata verso est furono attribuiti agli ebrei. Le canard antisemite del bolscevismo ebraico fornirono la giustificazione agli omicidi per vendetta da parte della Milizia Popolare Ucraina ultranazionalista, milizia che affiancò le Einsatzgruppen tedesche durante l'avanzata verso est.
A Borslavo, il comandante delle SS diede 24 ore di tempo a una folla inferocita, che aveva visto i corpi degli uomini assassinati dall'NKVD e disposti nella piazza della città, per agire indisturbata contro gli ebrei polacchi, che furono costretti a pulire i cadaveri e ballare ed in seguito furono uccisi con asce, tubi ecc. Lo stesso tipo di omicidi di massa si verificarono a Brzezany. Durante i pogrom di Leopoli, 7000 ebrei furono assassinati dai nazionalisti ucraini, guidati dalla Milizia Popolare Ucraina. Ancora nel 1945 i militanti ucraini stavano radunando e uccidendo ebrei.
Mentre alcuni dei collaboratori furono civili, ad altri fu data la possibilità di arruolarsi nel servizio paramilitare a partire dal settembre 1941 dai campi di prigionia sovietici a causa degli stretti rapporti in corso con l'ucraino Hilfsverwaltung. In totale, oltre 5000 soldati nativi ucraini dell'Armata Rossa si offrirono per l'addestramento con le SS nello speciale campo di addestramento di Trawniki, per poi partecipare nella Soluzione Finale. Altri 1000 di loro disertarono durante le operazioni sul campo.
Gli uomini di Trawniki svolsero un ruolo importante nel piano nazista per sterminare gli ebrei europei durante l'operazione Reinhard. Servirono in tutti i campi di sterminio, ebbero un ruolo importante nell'annientamento della rivolta del ghetto di Varsavia, come indicato nel rapporto Stroop, e della rivolta del ghetto di Białystok. Gli uomini che furono inviati nei campi di sterminio e nei ghetti ebraici come guardie non furono mai completamente fidati e quindi furono sempre supervisionati da altri Volksdeutsche. Di tanto in tanto, insieme ai prigionieri che stavano sorvegliando, uccidevano i loro comandanti mentre tentavano di disertare.
Nel maggio 2006, il quotidiano ucraino Ukraine Christian News ha commentato: "A compiere il massacro è stato l'Einsatzgruppe C, supportato da membri di un battaglione Waffen-SS e dalle unità della polizia ausiliaria ucraina, sotto il comando generale di Friedrich Jeckeln. La partecipazione dei collaboratori ucraini in questi eventi, ora documentati e provati, sono oggetto di un doloroso dibattito pubblico in Ucraina".

## Organizzazioni collaborazioniste, movimenti politici, individui e volontari militari

### Polizia ausiliaria

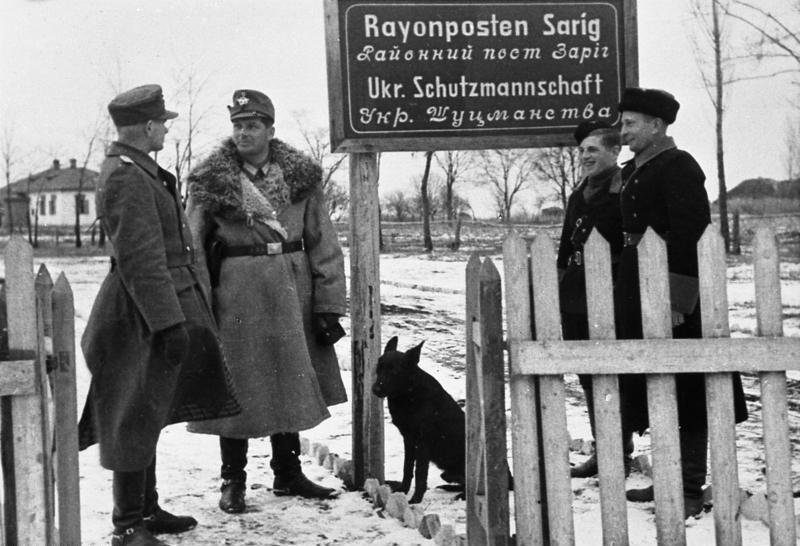
Ufficiali tedeschi in visita all'unità Schutzmannschaft a Zarig, vicino a Kiev

I battaglioni 109°, 114°, 115°, 116°, 117°, 118°, 201° Schutzmannschaft ucraini parteciparono ad alcune operazioni contro i partigiani in Ucraina e Bielorussia. Nel febbraio e marzo 1943, il 50º battaglione ucraino Schutzmannschaft partecipò alla grande azione anti-guerriglia Operazione Winterzauber in Bielorussia, collaborando con diversi lettoni e il 2º battaglione lituano, bruciando i villaggi sospettati di sostenere i partigiani sovietici. Il 22 marzo 1943, tutti gli abitanti del villaggio di Katyn' in Bielorussia furono bruciati vivi dai nazisti in quello che divenne noto come il massacro di Katyn', con la partecipazione del 118º battaglione Schutzmannschaft.

### Volontari ucraini nelle forze armate tedesche
- Battaglione Nachtigall
- Battaglione Roland
- Freiwilligen-Stamm-Regiment 3 & 4 (russi e ucraini)
- Ost-Bataillon
- Hiwi

### Divisione SS-Galizia
Il 28 aprile 1943, il governatore tedesco del distretto della Galizia Otto Wächter, e l'amministrazione locale ucraina dichiararono ufficialmente la creazione della divisione SS-Galizia: gli 80000 volontari firmarono per il servizio a partire dal 3 giugno 1943. Il 27 luglio 1944, la divisione fu costituita nelle Waffen-SS come 14. Waffen-Grenadier-Division der SS (ukrainische Nr. 1).
La convinzione prevalente fu che questi uomini si siano offerti volontari con entusiasmo per prendere parte a una guerra patriottica contro i sovietici, e non per un reale sostegno alla Germania nazista. Inoltre, almeno alcuni di loro furono vittime della coscrizione obbligatoria, poiché la Germania aveva subito diverse sconfitte oltre ad aver perso molta manodopera sul fronte orientale.
Sol Litman del Simon Wiesenthal Center afferma che ci sono molti episodi comprovati e documentati di atrocità e massacri commessi dall'unità contro le minoranze, in particolare contro gli ebrei durante la seconda guerra mondiale. Altri autori, tra cui Michael Melnyk, sostengono che i membri della divisione furono quasi interamente in prima linea contro l'Armata Rossa, difendendo così l'unità dalle accuse mosse da Litman e altri. I registri ufficiali delle SS dimostrano che i reggimenti 4, 5, 6 e 7 SS-Freiwilligen furono sotto il comando dell'Ordnungspolizei.

### Propaganda ucraina
- Ukrainskyi Dobrovoletz (Der ukrainische Kämpfer) - Ukrainische Freiwilligenverbände

### Unità ucraine nell'organizzazione del lavoro tedesca
- Organizzazione Todt OT-Einsatzgruppe Ost (Kiev)

### Comitato nazionale ucraino
Nel marzo 1945, dopo una serie di negoziati con i tedeschi, fu istituito il Comitato nazionale ucraino. Il Comitato rappresentava e aveva il comando su tutte le unità ucraine che combatterono per il Terzo Reich, come l'esercito nazionale ucraino. Alla fine della guerra il comitato e l'esercito furono sciolti.

### Amministrazione locale ucraina e personaggi pubblici sotto l'occupazione tedesca
- Oleksander Ohloblyn (1899-1992), nell'autunno del 1941 fu nominato sindaco di Kiev per volere dell'Organizzazione dei nazionalisti ucraini. Ricoprì la carica dal 21 settembre al 25 ottobre.[38]
- Volodymyr Bahaziy, sindaco di Kiev, 1941–1942, giustiziato dai tedeschi nel 1942.[39]
- Leontii Forostivsky, sindaco di Kiev, 1942–1943.[40]
- Mykola Velychkivsky, capo del Comitato nazionale ucraino a Kiev, licenziato nel 1942, poi emigrato.
- Fedir Bohatyrčuk, capo della Croce Rossa ucraina, 1941-1942.
- Oleksii Kramarenko, sindaco di Kharkiv, 1941-1942, giustiziato dai tedeschi nel 1943.
- Oleksander Semenenko, sindaco di Kharkiv, 1942-1943.
- Paul Kozakevich, sindaco di Kharkiv, 1943.
- Aleksandr Sevastianov, sindaco di Vinnytsia, 1941 – ?.